# Кызыл-Арыг
Кызыл-Арыг (Кызларик) (тув. Кызыл-Арыг) — село в Тандинского кожууне Республики Тыва. Административный центр и единственный населённый пункт одноименного сумона.

## География
Село находится в Тувинской котловине, на берегах рек Улуг-Сайлыг-Хем и Шуурмак .
К селу административно относятся местечки (населённые пункты без статуса поселения): м. Бывшая ферма, м. Верхний Каскал, м. Водозабор, м. Нижний Каскал. Почтовое отделения села обслуживает также уч-к Урочище Ажык, уч-к Урочище Каскал.
Уличная сеть
Степной пер., ул. Дружба, ул. Зелёная, ул. Лесная, ул. Магистральная, ул. Мира, ул. Молодежная, ул. Набережная, ул. Новая, ул. Степная, ул. Школьная, ул. Шык.
Географическое положение
Расстояние до:
районного центра Бай-Хаак: 58 км.
столицы республики Кызыл: 103 км.
Ближайшие населённые пункты
Балгазын 7 км, Сой 8 км, Владимировка 10 км, Краснояровка 13 км, Ильинка 28 км
климат
Сумон, как и весь Тандинский кожуун, приравнен к районам Крайнего Севера.

## Население
| 2002 | 2010 | 2011 | 2012 | 2013 | 2014 | 2015 |
| ---- | ---- | ---- | ---- | ---- | ---- | ---- |
| 511  | ↗650 | ↗652 | ↗664 | ↘648 | ↘639 | ↘635 |
| 2016 | 2017 | 2018 | 2019 | 2020 | 2021 |      |
| ↗672 | ↗727 | ↗779 | ↗784 | ↘776 | ↗899 |      |

Национальный состав
Согласно результатам переписи 2002 года, в национальной структуре населения тувинцы составляли 98 %

## Инфраструктура
МБОУ средняя общеобразовательная школа с. Кызыл-Арыг , 	
Кызыл-Арыгская школа-интернат (ул. Школьная, 16), детский сад «Малыш», сельский клуб, отделение почтовой связи.
административная деятельность
Администрация села и сумона Кызыл-Арыг

## Транспорт
Через село проходит региональная автодорога 93Н-110. Остановка автобуса Кызыл — Эрзин.